# Szygony
Szygony (ros. Шигоны) – wieś (sieło) w Rosji, w obwodzie samarskim, ośrodek administracyjny rejonu szygońskiego. W 2010 liczyła 4966 mieszkańców.